# مارک اینس
مارک اینس (انگلیسی: Mark Innes؛ زادهٔ ۲۷ سپتامبر ۱۹۷۸) بازیکن فوتبال اهل بریتانیا است.
از باشگاه‌هایی که در آن بازی کرده‌است می‌توان به باشگاه فوتبال اولدهام اتلتیک، باشگاه فوتبال چسترفیلد، باشگاه فوتبال نیو میلز، باشگاه فوتبال هاید، و باشگاه فوتبال پورت ویل اشاره کرد.